# Anemonia elegans
Anemonia elegans är en havsanemonart som beskrevs av Addison Emery Verrill 1901. Anemonia elegans ingår i släktet Anemonia och familjen Actiniidae. Inga underarter finns listade i Catalogue of Life.